# Sigurd Hoel
Sigurd Hoel (né le 14 décembre 1890 dans le Nord-Odal, et mort le 14 octobre 1960) est un écrivain et conseiller éditorial norvégien. Il a débuté en 1922 avec le recueil de nouvelles Veien vi gaar, et a connu son premier succès en 1927 avec le roman Syndere i sommersol (adapté au cinéma en 1934 puis en 2002).

## Biographie
Fils de Lars Anton Hoel, enseignant, et de sa femme Elisa Dorotea, Sigurd Hoel a passé son enfance dans l'Odal. Il finit par entrer à l'école Ragna Nielsen à Kristiania (ancien nom d'Oslo), mais quand il en sort en 1909, il n'a pas les moyens d'entamer dans l'immédiat des études à l'université. Il travaille donc un moment en tant que courtier en assurances avant de pouvoir commencer ses études en 1910 - tout en s'essayant à divers emplois d'enseignant. En 1913 il se fait embaucher à l'école Ragna Nielsen.
À l'université, il est rédacteur du journal Minerva. Sa carrière littéraire débute en 1918 avec la nouvelle "L'idiot", qui lui vaut de décrocher la palme d'un concours. La même année, il est embauché par le journal "Socialdemokraten" (Le social-démocrate) en tant que critique littéraire et critique de théâtre. En 1920, il écrit la comédie Den enes død avec son ami Finn Bø. Harald Grieg lui trouve un travail chez Gyldendal Norsk Forlag, grande maison d'édition norvégienne, et Erling Falk lui offre le poste de rédacteur de "Mot Dag".
En 1924 il part à Berlin étudier le socialisme. C'est là qu'il écrit son premier roman, Syvstjernen (L'étoile à sept branches). Puis il arrive à Paris, où il fait la connaissance de Caroline Schweigaard Nicolaysen avec laquelle il se marie en 1927, en Norvège. Mais ils divorcent en 1936 et Hoel épouse (la même année) Ada Ivan. Pendant la guerre, il rentre avec elle dans la région d'Odal. Hoel prend part au mouvement de résistance norvégienne et écrit des articles dans la presse engagée. En 1943, il doit fuir en Suède.
Hoel est lié pendant un temps au "landsmålsbevegelsen" (mouvement pour une langue nationale plus proche des dialectes), mais prend par la suite la défense du "riksmål" (la forme écrite de norvégien hérité du danois). Il est parmi les fondateurs du "Forfatterforeningen av 1952" (Union des Écrivains de 1952) et porte-parole du "Riksmålsforbundet" (Alliance pour le riksmål) de 1956 à 1959.
Il meurt à l'âge de 69 ans d'une crise d'apoplexie. Il est enterré au cimetière de Notre-Sauveur (Oslo).